# FIFA Ballon d'or 2010
Navigation
Édition précédente Édition suivante
Le FIFA Ballon d'Or 2010 est un trophée récompensant le meilleur footballeur du monde au cours de l'année civile 2010. La 55e remise du trophée du Ballon d'or depuis 1956 se déroule selon une nouvelle formule puisque c'est le premier « FIFA Ballon d'Or ». Il remplace le « Ballon d'or France Football », à la suite de sa fusion en juillet 2010 avec le titre de Meilleur footballeur de l'année FIFA. Ainsi, ce ne sont plus seulement les journalistes sportifs européens qui désignent le lauréat, mais également les capitaines et les sélectionneurs des équipes nationales.
Le 26 octobre 2010, la FIFA révèle le nom des 24 nommés au Ballon d'or. Les trois finalistes sont annoncés le 6 décembre 2010. Il s'agit d'Andrés Iniesta, Xavi et Lionel Messi, tous trois issus de La Masía, le centre de formation du FC Barcelone. C'est la première fois dans l'histoire du Ballon d'or que trois joueurs issus du même centre de formation occupent toutes les places du podium.
Le 10 janvier 2011 à Zurich (Suisse), le Ballon d'or est attribué à Lionel Messi, qui remporte ce trophée pour la deuxième année consécutive. Le nouveau mode de désignation du vainqueur a été déterminant dans ce choix, Messi n'apparaissant qu'au quatrième rang au classement des journalistes. Ces derniers, s'ils étaient seuls décisionnaires comme jusque-là, auraient donné la récompense au Néerlandais Wesley Sneijder, finaliste de la Coupe du monde 2010 et auteur du triplé Ligue des champions-championnat-coupe avec l'Inter Milan.
Messi est le premier joueur à obtenir deux fois d'affilée le Ballon d'or depuis Marco van Basten en 1989 et, à 23 ans, devient le plus jeune joueur de l'histoire à gagner un deuxième Ballon d'or. Le trophée lui est remis par son entraîneur Pep Guardiola.
José Mourinho reçoit pour sa part le Prix d'entraîneur de l'année FIFA 2010 lors de cette même soirée devançant au classement Vicente del Bosque et Pep Guardiola.

## Classement

### Joueurs

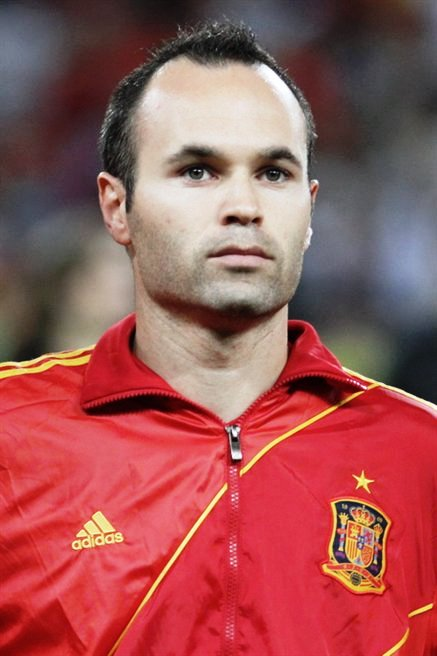
Buteur décisif en finale de Coupe du monde, Andrés Iniesta finit deuxième du classement

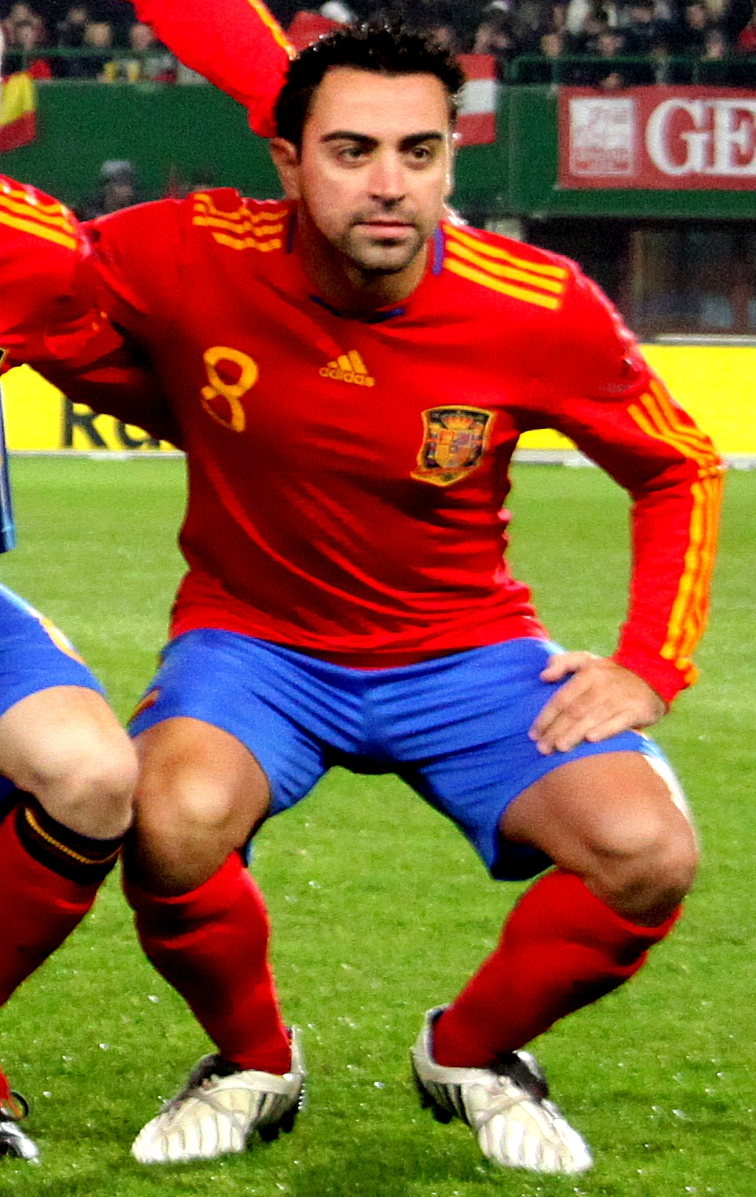
Xavi finit troisième du classement

| Rang | Nom                    | Club                     | Sélection nationale | Pourcentage |
| ---- | ---------------------- | ------------------------ | ------------------- | ----------- |
| 1    | Lionel Messi           | FC Barcelone             | Argentine           | 22,65 %     |
| 2    | Andrés Iniesta         | FC Barcelone             | Espagne             | 17,37 %     |
| 3    | Xavi                   | FC Barcelone             | Espagne             | 16,48 %     |
| 4    | Wesley Sneijder        | Inter Milan              | Pays-Bas            | 14,48 %     |
| 5    | Diego Forlán           | Atlético Madrid          | Uruguay             | 7,61 %      |
| 6    | Cristiano Ronaldo      | Real Madrid              | Portugal            | 3,64 %      |
| 7    | Iker Casillas          | Real Madrid              | Espagne             | 2,9 %       |
| 8    | David Villa            | Valence CF FC Barcelone  | Espagne             | 2,25 %      |
| 9    | Didier Drogba          | Chelsea FC               | Côte d'Ivoire       | 1,68 %      |
| 10   | Xabi Alonso            | Real Madrid              | Espagne             | 1,52 %      |
| 11   | Carles Puyol           | FC Barcelone             | Espagne             | 1,43 %      |
| 12   | Samuel Eto'o           | Inter Milan              | Cameroun            | 1,37 %      |
| 13   | Mesut Özil             | Werder Brême Real Madrid | Allemagne           | 1,21 %      |
| 14   | Arjen Robben           | Bayern Munich            | Pays-Bas            | 1,16 %      |
| 15   | Thomas Müller          | Bayern Munich            | Allemagne           | 0,91 %      |
| 16   | Bastian Schweinsteiger | Bayern Munich            | Allemagne           | 0,75 %      |
| 17   | Douglas Maicon         | Inter Milan              | Brésil              | 0,57 %      |
| 18   | Asamoah Gyan           | Stade rennais Sunderland | Ghana               | 0,46 %      |
| 19   | Júlio César            | Inter Milan              | Brésil              | 0,22 %      |
| 19   | Cesc Fàbregas          | Arsenal                  | Espagne             | 0,22 %      |
| 21   | Miroslav Klose         | Bayern Munich            | Allemagne           | 0,19 %      |
| 22   | Dani Alves             | FC Barcelone             | Brésil              | 0,05 %      |
| 22   | Philipp Lahm           | Bayern Munich            | Allemagne           | 0,05 %      |

### Joueuses
| Joueur           | Nat.      | Club            |
| ---------------- | --------- | --------------- |
| Marta            | Brésil    | FC Gold Pride   |
| Birgit Prinz     | Allemagne | Francfort       |
| Fatmire Bajramaj | Allemagne | Turbine Potsdam |

### Entraîneurs de football masculin

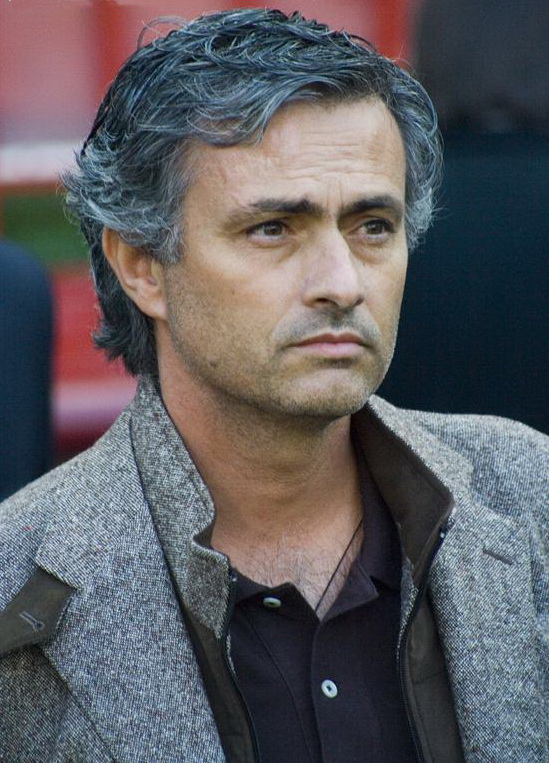
José Mourinho.

| Entraîneur         | Nat.     | Club/Sélection          |
| ------------------ | -------- | ----------------------- |
| José Mourinho      | Portugal | Inter Milan Real Madrid |
| Vicente del Bosque | Espagne  | Espagne                 |
| Pep Guardiola      | Espagne  | FC Barcelone            |

### Entraîneurs de football féminin
| Entraîneur    | Nat.      | Club/Sélection |
| ------------- | --------- | -------------- |
| Silvia Neid   | Allemagne | Allemagne      |
| Maren Meinert | Allemagne | Allemagne -20  |
| Pia Sundhage  | Suède     | États-Unis     |

### FIFA Puskás Award
Ce trophée récompense le plus beau but de l'année.
| Joueur         | Nat.    | Club          |
| -------------- | ------- | ------------- |
| Hamit Altıntop | Turquie | Bayern Munich |

### FIFA/FIFPro World XI
Le FIFA/FIFPro World XI est une sélection annuelle des meilleurs joueurs de football organisée par la FIFPro et la Fédération internationale de football association (FIFA).
| Poste             | Joueur            | Nat.      | Club                     |
| ----------------- | ----------------- | --------- | ------------------------ |
| Gardien de but    | Iker Casillas     | Espagne   | Real Madrid              |
| Défenseur         | Maicon            | Brésil    | Inter Milan              |
| Défenseur         | Carles Puyol      | Espagne   | FC Barcelone             |
| Défenseur         | Gerard Piqué      | Espagne   | FC Barcelone             |
| Défenseur         | Lúcio             | Brésil    | Inter Milan              |
| Milieu de terrain | Wesley Sneijder   | Pays-Bas  | Inter Milan              |
| Milieu de terrain | Xavi              | Espagne   | FC Barcelone             |
| Milieu de terrain | Andrés Iniesta    | Espagne   | FC Barcelone             |
| Attaquant         | Cristiano Ronaldo | Portugal  | Real Madrid              |
| Attaquant         | David Villa       | Espagne   | Valence CF, FC Barcelone |
| Attaquant         | Lionel Messi      | Argentine | FC Barcelone             |